# Edna Savaget
Edna Savaget, nome literário de Edna Savaget Teixeira Leite (Rio de Janeiro, 19 de maio de 1928 — Rio de Janeiro, 13 de setembro de 1998) foi uma escritora, jornalista, apresentadora de televisão brasileira.

## Trajetória
Formou-se pela Faculdade de Filosofia da Universidade do Estado do Rio de Janeiro (UFRJ) e, em seguida, fez o curso de comunicação em 1952, na primeira turma deste curso no Brasil, que antes era chamado de curso de jornalismo.
Iniciou sua vida profissional simultaneamente na Rádio Nacional e como repórter policial do jornal A Noite, em fins dos anos 40. Na Nacional era uma das apresentadoras do Boa tarde madame, apresentado e dirigido por Floriano Faissal. Em 1956 passou a produzir, escrever e apresentar o Aqui entre nós, na Rádio MEC, onde foi funcionária 30 anos. Fez tanto sucesso que passou a acumular um outro programa aos sábados, na Rádio Eldorado, encomendado pelo jornal O Estado de S. Paulo.
Em 1957 estreou na TV Tupi com Boa tarde Cássio Muniz. Dois anos depois, com a inauguração da TV Continental, Edna foi chamada para ser titular do programa Edifício Semina. Paralelamente, fazia produção dos programas de Elizeth Cardoso, Cauby Peixoto e Agnaldo Rayol. Com a falência da emissora, retornou para a TV Tupi para comandar o programa Super Bazar.
Quando a TV Globo foi implantada em 1965, Edna foi chamada para ser coordenadora da parte vespertina da emissora. Assim foi criado o Sempre Mulher, primeiro programa feminino da TV Globo, apresentado por Célia Biar. Depois nasceu Show da Cidade, que hoje é considerado o pai do Jornal Hoje.
Depois de seis anos na TV Globo, Edna voltou para a TV Tupi, quando criou o programa de maior sucesso feminino, o Boa Tarde, que em menos de um ano passou a ser chamado de Programa Edna Savaget. Em 1977 Edna se transferiu para a TV Bandeirantes, depois trabalhou na TV Record e TVE, vindo a encerrar suas atividades na televisão na Rede Bandeirantes, em 1990. 
Sendo também escritora, foi a primeira apresentadora a levar literatura para a televisão.

## Livros publicados
- 1957 - Contato (poesias)
- 1960 - Breviário de Salvador - Roteiro poético de Salvador
- 1964 - Plenamente solidão (romance)
- 1976 - Silêncio no estúdio - o árduo caminho que conduz à luz, câmara, ação (misto de ficção e romance)
- ?   - Um quase documento (obra que conta a história da televisão brasileira)
- 1979 - A menina e o peixinho dourado (obra infantil).